# Massacre des Cayes
 (août 2021).
Le massacre des Cayes, également connu sous le nom de massacre de Marchaterre, est un massacre survenu le 6 décembre 1929 aux Cayes, en Haïti, perpétré par les troupes du Corps des Marines des États-Unis (USMC) contre des haïtiens protestant contre l'occupation américaine d'Haïti. Le massacre a contribué à faire pression sur les États-Unis pour qu'ils retirent leurs forces d'occupation d'Haïti.
Au moment du massacre, les États-Unis avaient envahi Haïti plus de quatorze ans plus tôt en 1915, l'USMC occupant la nation des Caraïbes par le biais d'un régime militaire au nom des intérêts commerciaux américains. En octobre 1929, les Haïtiens sont devenus de plus en plus en colère contre l'occupation américaine de leur nation et des manifestations ont éclaté, entraînant une grève générale. Ces manifestations ont culminé avec le massacre des Cayes, qui a entraîné la condamnation internationale et plus tard la fin de l'occupation américaine.

## Contexte

### Invasion d'Haïti
En février 1915, Vilbrun Guillaume Sam, fils d'un ancien président haïtien, prend le pouvoir en tant que président d'Haïti. Le point culminant de ses mesures répressives exaspéra la population en juillet 1915, lorsqu'il ordonna l'exécution de 167 prisonniers politiques. La population s'est soulevée contre le gouvernement de Sam, entraînant le meurtre du président Sam. Les États-Unis considéraient la révolte contre Sam comme une menace pour les intérêts commerciaux américains dans le pays, en particulier la Haitian American Sugar Company (HASCO). Lorsque le rebelle caco a soutenu Rosalvo Bobo en tant que prochain président d'Haïti, le gouvernement des États-Unis a décidé d'agir rapidement pour préserver sa domination économique.
Le 28 juillet 1915, le président américain Woodrow Wilson ordonna à 330 Marines américains d'occuper Port-au-Prince. Josephus Daniels, le secrétaire à la Marine, a chargé le commandant de l'invasion, le contre-amiral William Banks Caperton (en), de « protéger les intérêts américains et étrangers. » Wilson voulait également réécrire la constitution haïtienne, qui interdisait la propriété étrangère des terres, afin de la remplacer par une constitution garantissant le contrôle financier américain. Pour éviter les critiques du public, Wilson a affirmé que l'occupation était une mission pour « rétablir la paix et l'ordre ... [et] n'a rien à voir avec des négociations diplomatiques du passé ou de l'avenir », comme l'a révélé le contre-amiral Caperton.

### Loi martiale

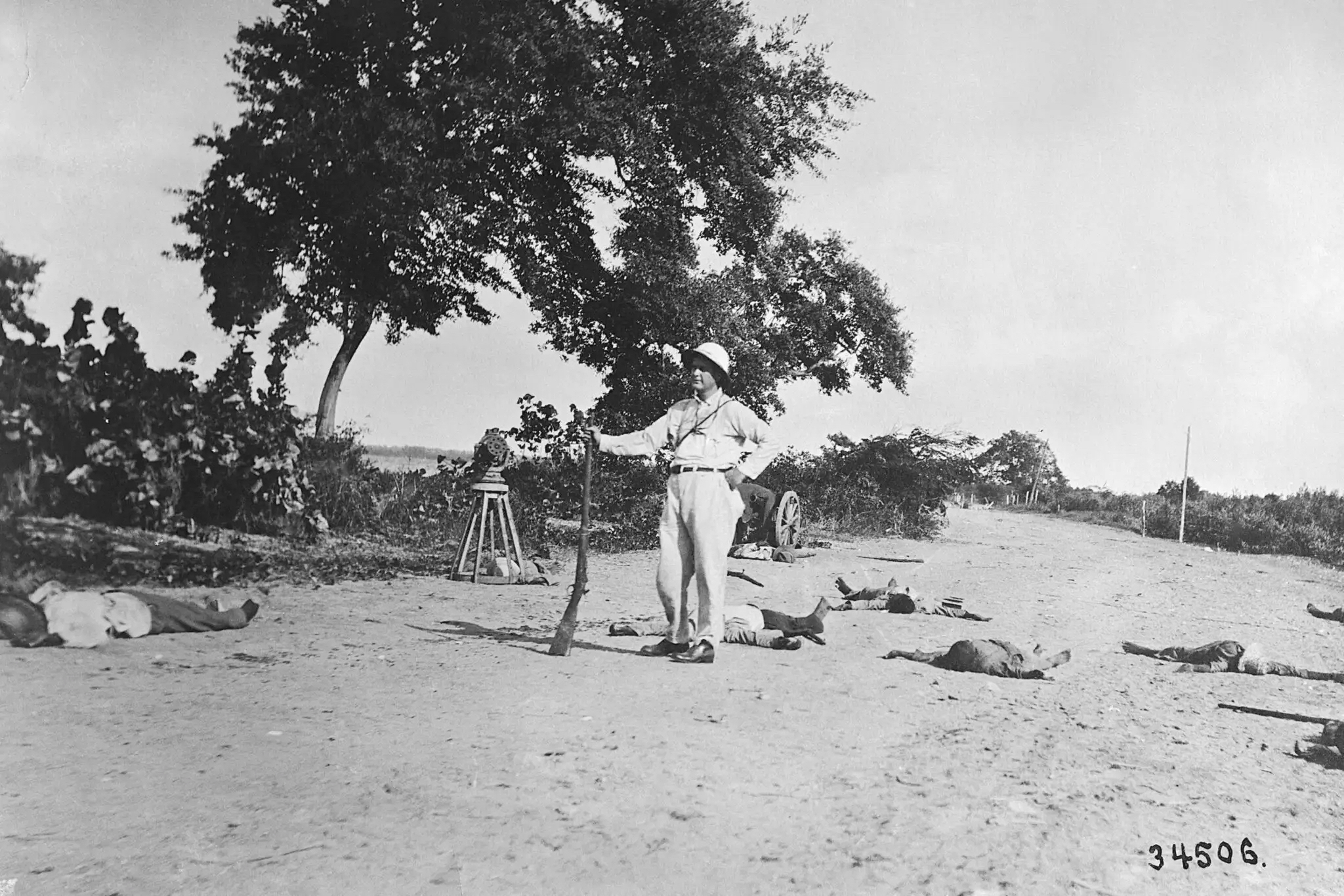
Un Américain pose avec des Haïtiens morts tués par des tirs de mitrailleuses de l'US Marine le 11 octobre 1915.

En septembre 1915, le Sénat des États-Unis a ratifié la Convention haïtiano-américaine, un traité accordant aux États-Unis la sécurité et la surveillance économique d'Haïti pour une période de 10 ans. Pendant les dix-neuf années suivantes, les conseillers du département d'État américain ont dirigé Haïti, leur autorité étant renforcée par le Corps des Marines des États-Unis. Les Marines des États-Unis ont dirigé Haïti en tant que régime militaire utilisant un état constant de loi martiale, faisant fonctionner la gendarmerie haïtienne nouvellement créée pour réprimer les Haïtiens qui s'opposaient à l'occupation. Pendant l'occupation d'Haïti par les États-Unis, des violations des droits de l'homme ont été commises contre la population haïtienne indigène. De telles actions impliquaient la censure, les camps de concentration, le travail forcé, la ségrégation raciale, la persécution religieuse des pratiquants vaudous haïtiens et la torture. Les troupes américaines et la gendarmerie haïtienne finiront par tuer plusieurs milliers de civils haïtiens pendant les rébellions entre 1915 et 1920, bien que le nombre exact de morts soit inconnu.

### Grève nationale
Le président Herbert Hoover avait subi de plus en plus de pressions sur les effets de l'occupation d'Haïti à l'époque et avait déjà commencé à s'enquérir d'une stratégie de retrait à la fin des années 1920. En 1929, les Haïtiens, y compris ceux qui ont accueilli l'intervention, s'étaient mis en colère contre l'occupation américaine; les frustrations étaient particulièrement élevées en raison du « profond ressentiment contre les Américains pour leur rôle dans la censure de la presse, la perception des droits de douane, le contrôle de la distribution de produits essentiels comme la nourriture et les médicaments et l'imposition d'une nouvelle constitution aux haïtiens. »
À partir du 31 octobre 1929, les protestations des étudiants à l'école américaine du Service Technique de l'Agriculture et de l'Enseignement Professionnel ont commencé en raison de la diminution des bourses accordées aux Haïtiens. Ces manifestations étudiantes se sont transformées en une grève générale des haïtiens pour protester contre l'occupation américaine.

## Massacre
Le 6 décembre 1929, environ mille cinq cents Haïtiens des Cayes manifestent pacifiquement contre les conditions économiques, les impôts élevés et l'arrestation de trois meneurs de la contestation, scandant « À bas la misère. » Alors que la marche approchait des Cayes, les troupes de l'USMC armées de mitrailleuses ont bloqué leur avance et des pierres ont été lancées par les manifestants. Les Marines, agissant dans la panique alors qu'ils se sentaient entourés, ont commencé à tirer sur les milliers de manifestants. Le massacre a entraîné la mort de douze à vingt-deux paysans haïtiens et a fait vingt et un à cinquante et un blessés.

## Conséquences
La condamnation internationale a eu lieu après le massacre, l'événement s'étant avéré crucial pour promouvoir le retrait des États-Unis d'Haïti. Le président Hoover a appelé le congrès à enquêter sur les conditions en Haïti le lendemain du massacre. La commission Forbes, ordonnée par le président Hoover, conclurait finalement que l'occupation d'Haïti était un échec et que les États-Unis ne « comprenaient pas les problèmes sociaux d'Haïti. » Moins de cinq ans plus tard, les États-Unis ont mis fin à leur occupation d'Haïti en 1934.
Au cours des décennies suivantes, des événements locaux ont été organisés en mémoire du massacre.